# نظام معالجة المعاملات
نظام معالجة المعاملات. (بالإنجليزية:  Transaction   Processing System)‏، (بالفرنسية: Système de traitement transactionnel)‏،،(ميدان معلوماتية)، هو نظام قادر على تنفيذ سلسلة عمليات وحدة في سياق معاملات مُعطات. يجب على نظام معالجة المعاملات ضمان في كل حين الخصائص الكامنة في معالجة المعاملات للبيانات التي يديرها.
مصطلح معالجة المعاملات بالفرنسية (traitement transactionnel) ترجمة من اللغة الإنجليزية ( transaction processing TP). في كندا، تعني توصية(OQLF1).
في فرنسا لا تجود رسميا توصية. يقال في بعض الأحيان عائلية في "TP" للإشارة إلى العلاج الذي يتم تنفيذه في المعاملات، وهذا يعني، في الوقت الحقيقي، بدلا من عمليات دفعة التي يتم تنفيذها في تأخر الاستجابة.
نظام معالجة المعاملا ت هو نظام أساسي الذي يدعم مستوى العملية، الذي يجعل في موضع التنفيذ ويسجل المعاملات الروتينية اليومية والجارية اللازمة في أعمال التنظيمات.
نظام معالجة المعاملات يجمع ويخزن ويعدل ويبحث عن المعاملات المنظمة
صفات نظم معالجة المعلومات.
تمتلك نظم معالجة المعاملات العديد من السمات الرئيسة وهي:
o      معالجة كمية كبيرة من البيانات.
o      تكون مصادر البيانات في الغالب داخلية، وتوجه لجمهور داخلي.
o      تكون معلومات معالجة المعاملات على قاعدة منظمة، يومياً، أسبوعياً، نصف شهرية، أو شهرية.
o      توفر طاقة خزن كبيرة.
o      السرعة الفائقة في المعالجة.
o      مراقبة وجمع بيانات تاريخية متراكمة.
o      تكون المدخلات والمخرجات مهيكلة، ومعالجة البيانات ثابتة وقانونية.
o      وجود مستوى عال من التفاصيل في المعلومات المقدمة.